# Lucrèce Borgia (film, 1990)
Pour les articles homonymes, voir Lucrèce Borgia (homonymie).
Pour plus de détails, voir Fiche technique et Distribution.
Lucrèce Borgia (titre original : Lucrezia Borgia) est un film érotique italien réalisé en 1990 par Lorenzo Onorati.

## Synopsis
À la fin du XVe siècle, en Italie, la comtesse Lucrèce Borgia, devenue veuve, mène une vie dissolue. Souhaitant devenir la première femme du royaume, elle n'hésite pas à séduire tous les hommes de pouvoir pour parvenir à ses fins...

## Fiche technique
- Titre original : Lucrezia Borgia
- Pays d'origine :  Italie
- Année : 1990
- Réalisation : Lorenzo Onorati
- Scénario : Lorenzo Onorati, Marco Colibazzi
- Photographie : Sergio Melaranci
- Montage : Silvio Martinelli
- Costumes : Sartoria Russo
- Langue : italien
- Format : Couleur
- Genre : Érotique – historique
- Durée : 82 minutes
- Dates de sortie :
  -  Italie : 13 octobre 1990
- Autres titres connus :
  -  Italie : Le Castellane

## Distribution
- Lucia Prato : Lucrèce Borgia
- Carmen Di Pietro (it) : Béatrice d'Este
- Gala Orlova : Vannozza Borgia
- Gianluca Magni : le messager du pape
- Fabio Saccani : Vilfredo d'Este
- Renato Pusiol : le pape Alexandre VI
- Giovanna Chicco (it) : une servante
- Paul Müller : le Grand Maître
- Francesco M. Fiasco : le comte Sciarra
- Antonio Evangelisti : le marquis Ferretti
- Paolo de Manincor : le médecin
- Daniele Cannetti : un garde
- Marcello Rubino : un mercenaire
- Massimo Mattia : un mercenaire
- Giuseppe Faraglia
- Lori Ghidini
- Francesca Viale
- Stefano Tani

## Tournage

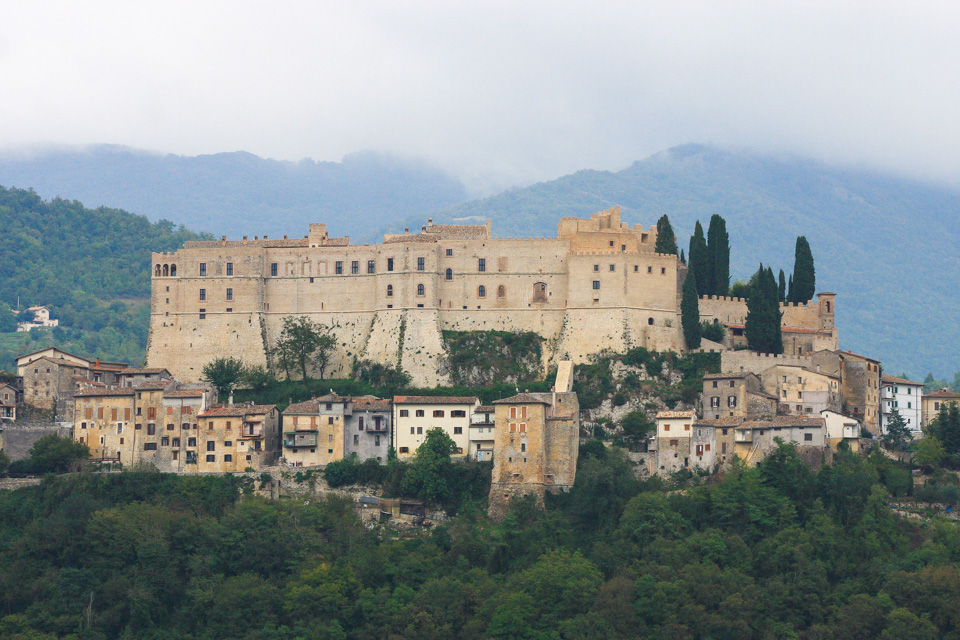
Vue du château Cesarini de Rocca Sinibalda.

De nombreuses scènes du film furent tournées à Rocca Sinibalda, dans la province de Rieti, notamment dans le château Cesarini.